# Qusta ibn Luqa
Qusta ibn Luqa (plus précisément Qusṭā ibn Lūqā al-Ba'labakkī, c'est-à-dire en arabe Constantin fils de Luc, natif de Baalbek) est un médecin, également philosophe, mathématicien, astronome, naturaliste et traducteur, né à Héliopolis de Syrie entre 820 et 835, mort en Arménie vers 912. Il est, avec Hunayn ibn Ishaq, l'un des personnages-clefs de la transmission du savoir grec de l'Antiquité au monde arabo-musulman.

## Biographie
Né dans l'ancienne Syrie byzantine, c'était un chrétien de l'Église melkite, connaissant aussi bien le grec (sa langue maternelle) que l'arabe, et aussi le syriaque. Il fit des études de médecine et voyagea, y compris dans l'Empire byzantin. Il se rendit ensuite à Bagdad pour y faire carrière comme traducteur, et apporta avec lui des livres grecs. Il fut patronné par trois califes : al-Mustain (862-866), al-Mutamid (870-892) et al-Muqtadir (908-932). À la fin de sa vie, invité par un noble arménien nommé Sanharib, il se rendit à la cour du roi Smbat Ier d'Arménie et mourut dans ce pays où on lui fit un tombeau.

## Œuvres

### Médecine
On lui attribue 55 ouvrages de médecine (certains conservés, d'autres non) :
- De la structure de l'œil et de la manifestation de la Sagesse divine dans sa formation ;
- De la structure de l'œil et de ses maladies, en deux parties ;
- Des aliments ;
- Du vin et de son usage dans les festins ;
- Des bains ;
- De la faiblesse des nerfs ;
- De la faiblesse du cœur ;
- Des causes de la mort subite ;
- De la force et de la faiblesse ;
- Du membre principal du corps humain ;
- Du pouls ;
- Du sommeil et des rêves ;
- De la maladie des cheveux, en douze chapitres ;
- De la croissance des cheveux (conservé) ;
- Des quatre humeurs et de leurs rapports réciproques (conservé, et cité par al-Razi, comme les quatre suivants sur les humeurs) ;
- Du flegme et des causes (série de six traités formant soixante-dix chapitres) ;
- Du sang, en quarante chapitres ;
- De la bile jaune, en vingt chapitres ;
- De la bile noire ;
- Du sens génésique ;
- Des fièvres ;
- Du diagnostic par l'analyse de l'urine ;
- Régime à suivre pendant les voyages (conservé[2]) ;
- De la saignée, en quatre-vingt-onze chapitres ;
- Du foie, sa formation et ses maladies ;
- Des antidotes ;
- Des maux d'estomac ;
- Des maux d'oreilles ;
- Des maladies du nez ;
- De la goutte ;
- De l'hydropsie ;
- De la cause de la brièveté de la vie et de la longévité (conservé) ;
- Da la conservation de la santé et de la guérison ;
- De la migraine ;
- De la soif ;
- Des veilles (conservé) ;
- Des épidémies ;
- De l'agacement des dents ;
- La cause de la couleur noire des Éthiopiens ;
- De l'ordre à suivre dans la lecture des livres médicaux ;
- Sur le délire (deux livres de même titre) ;
- Des maladies aiguës ;
- Sur la circulation du sang ;
- Sur le plaisir ;
- De la teinture des cheveux ;
- Des éléments ;
- Des effluves ;
- Les préliminaires de la médecine ;
- Livre sur les laxatifs et la thérapeutique pour la diarrhée ;
- De l'amélioration des laxatifs ;
- Épître sur la prévention des rhumes et des congestions ;
- Du surmenage ;
- De l'engourdissement des membres selon la théorie de Galien et d'Hippocrate ;
- De la contagion.

Il est également l'auteur d'un traité sur les amulettes, auxquelles il dénie toute force occulte (conservé seulement dans une traduction latine d'Arnaud de Villeneuve, intitulée De physicis ligaturis ou De incantatione).
En matière de traduction du grec à l'arabe, il serait l'auteur de celle du commentaire de Galien sur les Aphorismes d'Hippocrate.

### Autres sciences
Il a écrit d'autre part les traités d'astronomie/astrologie suivants :
- Sur l'usage du globe céleste, en soixante-cinq chapitres (existe en arabe en deux recensions différentes, et dans une traduction latine du XIVe siècle intitulée De sphæra solida) ;
- Sur la configuration des corps célestes ;
- Introduction à la science de l'astronomie/astrologie (titre cité dans le Kitab al-Fihrist, perdu) ;
- Introduction à la configuration et aux mouvements des corps célestes et des étoiles (cité dans le Kitab al-Fihrist, perdu, ou peut-être le même que le second, mais Ibn Abi Usaybi'a les distingue) ;
- Sur l'usage de l'astrolabe sphérique (perdu, ou le même que le premier) ;
- Sur l'usage de la sphère armillaire (perdu, ou le même que le premier).

Il a d'autre part traduit en arabe le traité Sur la taille et la distance du soleil et de la lune d'Aristarque de Samos, les Sphériques et les Habitations de Théodose de Tripoli (traductions elles-mêmes traduites en latin par Gérard de Crémone), les Levers et couchers des astres d'Autolycos de Pitane, le traité De l'ascension des signes zodiacaux d'Hypsiclès, et la Petite astronomie, un recueil de textes de géométrie introduisant à l'astronomie de Ptolémée ; également le De horoscopo d'Asclépios.
Dans le domaine de la mécanique, il a aussi traduit les Pneumatiques de Héron d'Alexandrie (qui ne nous sont connus que dans cette traduction arabe). Son nom est également associé à la traduction en arabe (traduction partielle ou révision de traductions existantes) de la Physique d'Aristote, de commentaires d'Alexandre d'Aphrodise (sur les livres IV, V et VII de la Physique) et de Jean Philopon (quatre premiers livres du commentaire sur la Physique), des Éléments d'Euclide, de l'Arithmétique de Diophante et des Géoponiques de Cassianus Bassus. Il a écrit d'autre part un commentaire du troisième livre d'Euclide, un autre sur Diophante, et une Introduction à la géométrie (ces derniers textes perdus).

### Autres disciplines
Il a écrit un traité de psychologie sur la différence entre l'esprit et l'âme, traduit en latin au XIIe siècle par Jean de Séville (De differentia spiritus et animæ) et qui faisait partie au XIIIe siècle des livres canoniques de la Faculté des Arts de l'Université de Paris (où Qusta était appelé Constabulus et était d'ailleurs confondu avec Constantin l'Africain) ; un traité sur les causes des différences que présentent les hommes dans leurs caractères, leur conduite, leurs passions et penchants ; un traité sur la différence entre l'animal raisonnable et l'animal non raisonnable ; une introduction à la logique ; une explication de la philosophie des Grecs ; un traité sur la morale des philosophes ; un livre sur la politique.
Qusta était aussi l'auteur d'une histoire universelle intitulée Le paradis de l'histoire, dont nous ne connaissons que le titre. Il a d'autre part rédigé une apologie du christianisme, en réponse au savant musulman Ibn al-Munajjîm, qui avait écrit un traité intitulé La preuve (Al-Buhrān) où il prétendait démontrer par la logique la vérité de la prophétie de Mahomet, et demandé à Hunayn ibn Ishaq et à Qusta de le réfuter s'ils en étaient capables, ce qu'ils firent l'un et l'autre.

### Éditions
- K. Samir et P. Nwiya (éd.), Une correspondance islamo-chrétienne entre Ibn Al-Munaggim, Hunayn Ibn Ishaq et Qusta Ibn Lûqa, Patrologia Orientalis, t. 40, fasc. 4 (n° 185).
- De physicis ligaturis (trad. par Constantin l'Africain entre 1077 et 1087, Opera, Bâle, 1536). Édition par R. Casazza : "El 'De physicis ligaturis' de Costa ben Luca. Un tratado poco conocido sobre el uso de encantamientos y amuletos con fines terapéuticos", Patristica et Mediaevalia, 27 (2006), p. 87-113. Édition par J. Wilcox et J. M. Riddle : "Qustâ ibn Lûqâ's Physical Ligatures and the Recognition of the Placebo Effect", Medieval Encounters, 1 (1995), p. 1-50.

### Études
- Dimitri Gutas, Pensée grecque, culture arabe, Aubier, 2005.
- Raymond Le Coz, Les chrétiens dans la médecine arabe, L'Harmattan, 2006.